# Изабела Луиза Констанца фон Золмс-Барут
Изабела Луиза Констанца фон Золмс-Барут (на немски: Isabella Luise Konstanze zu Solms-Baruth) е графиня от Золмс-Барут и чрез женитба графиня на Липе-Вайсенфелд.

## Биография
Родена е на 15 май 1774 година в Кличдорф до Осечница, Долносилезко войводство, Полша. Тя е дъщеря на граф Йохан Кристиан II фон Золмс-Барут (1733 – 1800) и втората му съпруга му графиня Фридерика Луиза София Ройс-Кьостриц (1748 – 1798), дъщеря на граф Хайнрих IV (VI) Ройс-Шлайц-Кьостриц, старата линия (1707 – 1783) и маркиза Хенрика Йоана Франциска Сузана де Касадо (1725 – 1761).
Тя умира на 16 септември 1856 г. в Арменру, Силезия, на 82 години. Погребана е в Нидер-Харперсдорф.

## Фамилия
Изабела Луиза Констанца фон Золмс-Барут се омъжва на 29 юни 1800 г. в Кличдорф за братовчед си граф Карл Кристиан фон Липе-Вайсенфелд (1740 – 1808), господар на Арменру, вторият син на граф Фердинанд Лудвиг фон Липе-Вайсенфелд (1709 – 1787) и графиня Ернестина фон Золмс-Барут (1712 – 1769), дъщеря на граф Йохан Кристиан I фон Золмс-Барут (1670 – 1726). Тя е втората му съпруга. Те имат две дъщери:
- Хермина фон Липе-Вайсенфелд (* 30 септември 1801, Кличдорф; † 28 март 1895, Льовенберг), неомъжена
- Ирмгард фон Липе-Вайсенфелд (* 23 април 1803, Арменру, Силезия; † 5 април 1883), омъжена на 17 май 1833 г. за фон Нитцшке

## Галерия
- Герб на Золмс-Барут
- Герб на род Лайнинген